# S-tog F

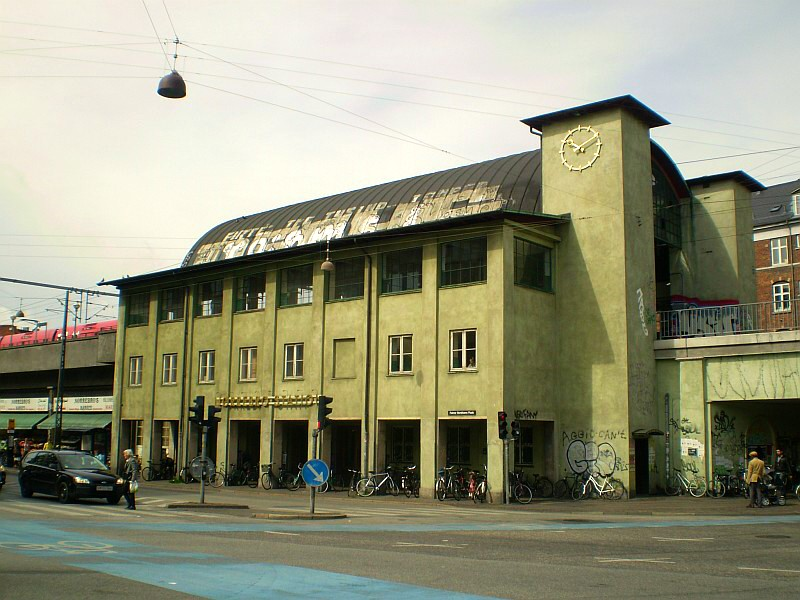
Station Nørrebro op Lijn F.

S-tog F is een S-toglijn tussen Hellerup en Ny Ellebjerg via Station Nørrebro. Tot aan 2007 werd alleen een 20 minutendienst gereden, aangevuld met de lijn F+.

## Geschiedenis
| Naam | Zuid-einde                                                                            | Jaar      | Noord-einde |
| ---- | ------------------------------------------------------------------------------------- | --------- | --- |
| 1c   | Ringbanen: naar Frederiksberg                                                         | 1934–1950 | Klampenborgbanen: naar Hellerup; bij goed zomers weer werd er vaak, op zondagen, doorgereden naar Klampenborg (zie lijn C) |
| F    | Ringbanen: naar Frederiksberg                                                         | 1950–1989 | Klampenborgbanen: naar Hellerup; bij goed zomers weer werd er vaak, op zondagen, doorgereden naar Klampenborg (zie lijn C) |
| F    | Ringbanen: naar Frederiksberg                                                         | 1989–1998 | eindstation op Hellerup |
| F    | naar Solbjerg (in 2007 omgedoopt naar Fasanvej tevens nu in gebruik als Metrostation) | 1998–1999 | naar Klampenborg in de ochtend- en middaguren.                                                                             |
| F    | naar Vanløse                                                                          | 2000–2001 | naar Klampenborg in de ochtend- en middaguren.                                                                             |
| F    | naar C.F. Richsvej (tijdelijk station vervangen door Flintholm)                       | 2002–2003 | eindstation op Hellerup |
| F    | naar Flintholm                                                                        | 2004      | eindstation op Hellerup |
| F    | naar Gammel Køge Landevej (tijdelijk station vervangen door Ny Ellebjerg)             | 2005–2006 | eindstation op Hellerup |
| F    | til Ny Ellebjerg                                                                      | 2007-     | eindstation op Hellerup |

### Fx, M, F+
Tot aan 2007 waren er aparte lijnaanduidingen voor de extra treindiensten die de hoofdlijn versterkte in de daguren. Ten eerste daar de lijnen niet dezelfde haltes aandeden, en ten tweede daar iedere lijn maximaal driemaal per uur mocht rijden.
De eerste aanvullende lijn was een spitstrein met de afkorting Fx. Deze dienst begon in 1972 met de opening van de lijn naar Frederiksberg. Deze dienst werd in 1979 beëindigd. Tussen 1979 en 1989 was er geen aanvullende dienst.
Tussen 1989 en 1998 werd er een nieuwe dienst gereden in de ochtend- en middaguren en werd de nieuwe letter M daarvoor gekozen. Deze werd echter in 2001 naar F+ omgedoopt.
| Naam                                         | Zuid-einde                                                                               | Jaar      | Noord-einde                                                     |
| -------------------------------------------- | ---------------------------------------------------------------------------------------- | --------- | --------------------------------------------------------------- |
| Fx                                           | Ringbanen: naar Frederiksberg in de spitsuren                                            | 1972–1979 | eindstation Hellerup                                            |
| ingen supplement 1979–1989                   |                                                                                          |           |                                                                 |
| M                                            | Ringbanen: naar Frederiksberg                                                            | 1989–1998 | eindstation Hellerup                                            |
| M                                            | naar Solbjerg (in 2007 omgedoopt naar Fasanvej tevens nu in gebruik als Metrostation)    | 1998–1999 | eindstation Hellerup                                            |
| M                                            | naar Vanløse                                                                             | 2000–2001 | eindstation Hellerup                                            |
| F+                                           | naar C.F. Richsvej (tijdelijk station vervangen door Flintholm)                          | 2002–2003 | Klampenborgbanen: naar Klampenborg in de ochtend- en middaguren |
| F+                                           | naar Flintholm                                                                           | 2004      | Klampenborgbanen: naar Klampenborg in de ochtend- en middaguren |
| F+                                           | naar Gammel Køge Landevej (tijdelijk station vervangen door Ny Ellebjerg) de gehele dag. | 2005      | naar Klampenborg i dagtimerne lør-søn                           |
| F+                                           | naar Gammel Køge Landevej (tijdelijk station vervangen door Ny Ellebjerg) de gehele dag. | 2006      | til Klampenborg In de ochtend- en middaguren                    |
| F+                                           | naar Ny Ellebjerg                                                                        | 2007      | til Klampenborg In de ochtend- en middaguren                    |
| Overgenomen door lijn F vanaf september 2007 |                                                                                          |           |                                                                 |

## Stations
| Station        | Overstappunt | Foto * | Type             | Geopend           | Ligging                        | Opmerkingen                                      |
| -------------- | ------------ | ------ | ---------------- | ----------------- | ------------------------------ | ------------------------------------------------ |
| Hellerup       |              | 340 !  | maaiveld         | 22 juli 1863      | 55° 43′ 51″ NB, 12° 34′ 1″ OL  |                                                  |
| Ryparken       |              | 350 !  | talud            | 1 februari 1926   | 55° 42′ 55″ NB, 12° 33′ 34″ OL | heette tot 1 oktober 1972 Station Lyngbyvej      |
| Bispebjerg     |              | 470 !  | maaiveld         | 28 september 1996 | 55° 42′ 23″ NB, 12° 32′ 30″ OL |                                                  |
| Nørrebro       |              | 480 !  | viaductstation   | 1 juli 1886       | 55° 42′ 2″ NB, 12° 32′ 16″ OL  |                                                  |
| Fuglebakken    |              | 490 !  | talud            | 15 mei 1936       | 55° 41′ 43″ NB, 12° 31′ 39″ OL |                                                  |
| Grøndal        |              | 500 !  | maaiveld         | 15 mei 1930       | 55° 41′ 27″ NB, 12° 30′ 57″ OL | heette tot 29 september 1996 Godthåbsvej Station |
| Flintholm      |              | 510 !  | kruisingsstation | 24 januari 2004   | 55° 41′ 10″ NB, 12° 29′ 58″ OL |                                                  |
| KB Hallen      |              | 520 !  | uitgraving       | 8 januari 2005    | 55° 40′ 40″ NB, 12° 29′ 32″ OL |                                                  |
| Ålholm         |              | 530 !  | uitgraving       | 8 januari 2005    | 55° 40′ 20″ NB, 12° 29′ 35″ OL |                                                  |
| Danshøj        |              | 540 !  | kruisingsstation | 8 januari 2005    | 55° 39′ 51″ NB, 12° 29′ 37″ OL |                                                  |
| Vigerslev Allé |              | 550 !  | talud            | 8 januari 2005    | 55° 39′ 35″ NB, 12° 29′ 56″ OL |                                                  |
| Ny Ellebjerg   |              | 580 !  | viaductstation   | 6 januari 2007    | 55° 39′ 8″ NB, 12° 30′ 57″ OL  |                                                  |

- De sorteerwaarde van de foto is de ligging langs de lijn